# Allel
Een allel, afkorting van allelomorf, is een variant van een gen. Een gen codeert een erfelijke eigenschap, waarbij verschillende versies van een gen min of meer verschillende gevolgen kunnen hebben voor die eigenschap van een organisme. Elke uitvoering van een gen is een allel (meervoud allelen) of mendeliaanse erffactor.
Als een organisme voor een bepaald gen twee gelijke allelen heeft, is het organisme voor die eigenschap homozygoot. Als een organisme voor een gen twee verschillende allelen heeft, is het organisme heterozygoot voor een bepaalde eigenschap.

## Mendel
In de negentiende eeuw formuleerde Gregor Mendel de zogenaamde wetten van Mendel, aan de hand van onderzoek bij erwtenplanten en hun erfelijke variaties, die, zoals sindsdien bekend is geworden, door allelen worden veroorzaakt.

## Voorbeeld mens
Een voorbeeld van allelen bij de mens zijn de bloedgroepen. Het gen dat codeert voor de bloedgroep komt namelijk in drie vormen voor: het allel voor bloedgroep A, het allel voor bloedgroep B en het allel voor bloedgroep 0 (oorspronkelijk nul, maar al heel lang als letter O gelezen). De bepaling van de bloedgroep zelf gebeurt dan door de aanwezigheid van de twee allelen te analyseren.
Allel voor bloedgroep A samen met het allel voor bloedgroep B geeft bloedgroep AB. Komt het allel voor 0 tweemaal voor, dan is dit bloedgroep 0. Komt het allel 0 samen met een van 0 verschillend allel voor, dan is de bloedgroep die van dit tweede (van 0 verschillende) allel. Het allel voor 0 en het allel voor B geven dus bloedgroep B. Komt het allel A of het allel B tweemaal voor, dan ontstaat bloedgroep A, respectievelijk B.
De verschillende bloedgroepen zijn functioneel gelijkwaardig, maar bij bloedtransfusie niet allemaal met elkaar verenigbaar.

## Letaal allel
Een allel dat ervoor zorgt dat een organisme of het embryo daarvan vroegtijdig dood gaat, is een letaal allel.

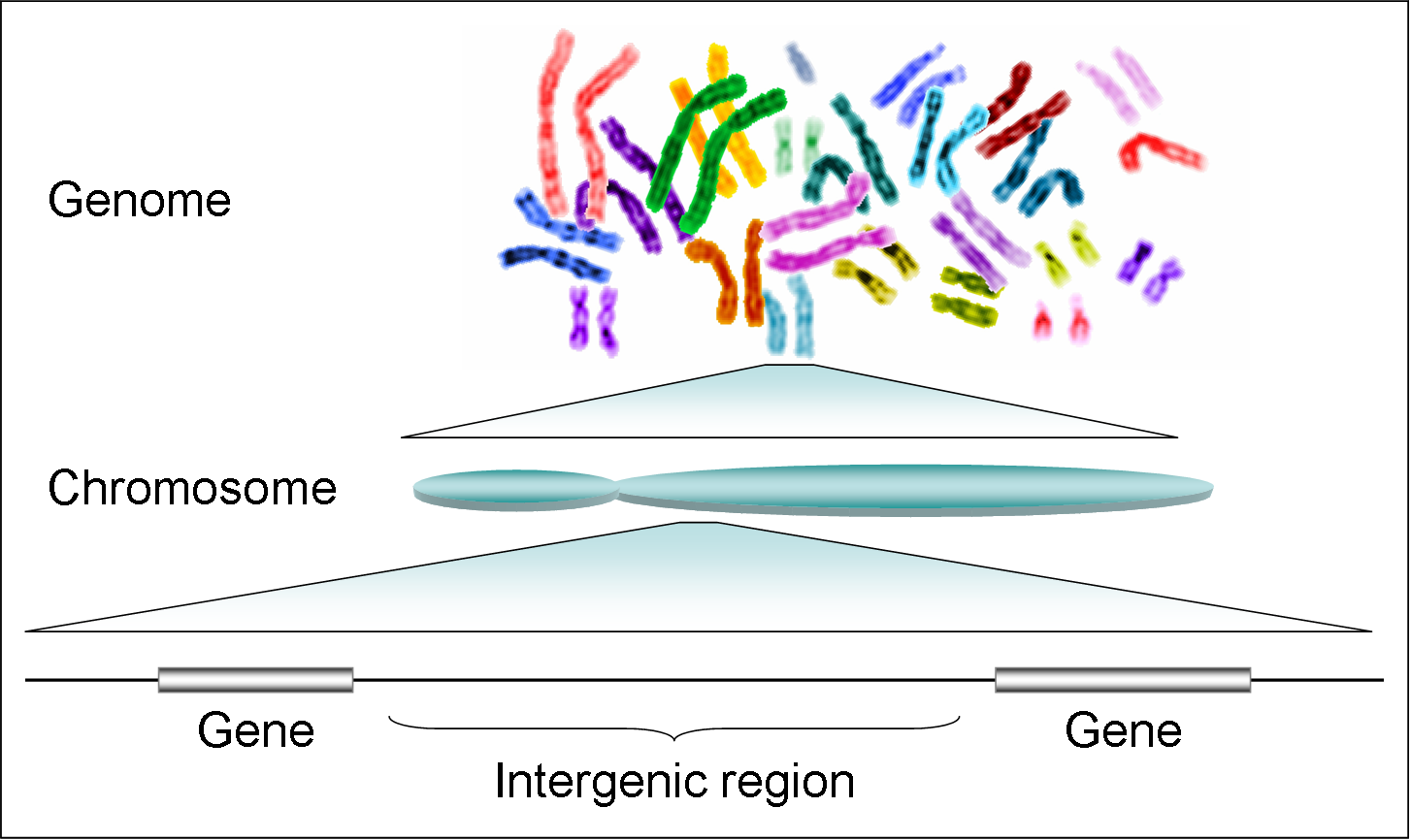
Van menselijk genoom tot gen